# Bailly (Oise)
Bailly é uma comuna francesa na região administrativa de Altos da França, no departamento de Oise. Estende-se por uma área de 4,26 km². Em 2010 a comuna tinha 642 habitantes (densidade: 150,7 hab./km²).